# Аткинс, Роберт (диетолог)
Роберт Колман Аткинс (англ. Robert Coleman Atkins; 17 октября 1930, Колумбус, штат Огайо — 17 апреля 2003, Нью-Йорк) — американский врач-кардиолог и деятель альтернативной медицины, известный по диете Аткинса, писатель (автор бестселлеров), мультимиллионер.

## Биография
Роберт Колман Аткинс родился 17 октября 1930 года в городе Колумбус штата Огайо в США в семье кондитера и домохозяйки, подрабатывавшей серетаршей.
Когда Роберту было 7 лет, семья переехала в Дейтон штата Огайо, где его отец владел рестораном.
В возрасте 14 лет Роберт устроился на работу продавцом обуви, в 16 он участвовал в местном шоу на радио и хотел стать комиком.
В 1951 году Роберт Аткинс окончил Мичиганский университет, и тем летом работал официантом и конферансье на курортах Адирондака.
В 1955 году Аткинс окончил Медицинский колледж Вейл Корнелл и проходил резидентуру по внутренним болезням и кардиологии в больницах, аффилированных с Рочестерским и Колумбийским университетами.
В 1959 году Р. Аткинс начал частную медицинскую практику в Верхнем Ист-Сайде в Нью-Йорке. Позже Роджер Рапопорт в книге «The Super-Doctors» написал про этот период жизни Аткинса, что у того было мало пациентов, что привело его к депрессии, развившейся к его 33 годам в 1963 году.
Депрессия у Аткинса продолжалась и в его 45 лет, к тому времени Роберт набрал 193 фунта веса (около 88 кг) и носил тройной подбородок. Тогда он решил сесть на диету, и выбрал диету, описанную доктором Альфредом. Пеннингтоном (англ. Dr. Alfred W. Pennington), который во время Второй мировой войны работал в DuPont, где проводил эксперименты с диетой, исключавшей сахар и крахмал из рациона. Аткинса привлекло то, что в результатах Пеннингтона пациенты теряли около 22 фунтов массы тела (около 10 кг) за период немногим более 100 дней.
Аткинс нашёл публикацию в Журнале Американской медицинской ассоциации (англ. JAMA, Journal of the American Medical Association) с адаптацией подхода Пеннингтона к рациону и, сев на такую диету, он сумел снизить массу тела на 20 фунтов. После этого он устроился медицинским консультантом в AT&T и помог снизить вес до комфортного 64 пациентам из 65 (один пациент достиг только половины желанного результата).
В 1965 году Р. Аткинс рассказал об этой диете в шоу «Сегодня вечером» с Бадди Хакеттом ("Tonight" show with Buddy Hackett), после чего о его диете сообщали разные журналы, а после публикации  в 1970 году в журнале Vogue его диета стала широко известной под названием «диета Vogue».
Издательство Bantam Books предложило ему написать книгу в соавторстве с писательницей Рут Уэст, в которой по настоянию редактора были исключены ссылки на научные работы и текст написан на простом языке, книга должна быть понятной массовому читателю. Аткинс продал все права на публикацию книги издателю Дэвиду Маккею (англ. David McKay), и напечатанный к сентябрю 1972 года тираж в 200 000 экземпляров был распродан к рождеству, а на апрель 1973 года продажи составили 900 000 штук.
В 1976 году разбогатевший Аткинс основал собственную клинику Atkins centre for complementary medicine в Манхэттене, в 1990-х годах в нём работало 87 сотрудников, там же он утверждал, что вылечил 50000 людей. Затем основал Atkins Nutritionals в 1998 году для продвижения своей низкоуглеводной диеты, доход составил $ 100 миллионов.
В возрасте 56 лет Роберт женился.
Р. Аткинс занялся «альтернативной медициной» и около 20 лет был вне поля зрения общественности. Затем в 1992 году он опубликовал популярную книгу «Диетическая революция доктора Аткинса» (англ. Dr. Atkins' New Diet Revolution), которую многие коментаторы поначалу назвали артефактом 1970-х, но книга вскоре стала бестселлером.
Клиника Аткинса была названа "комплементарной", поскольку в её методах сочетались конвенциональные и альтернативные подходы к лечению, в том числе фитотерапия и акупунктура, что вызывало серьёзные претензии к качеству лечения.
На Аткинса несколько раз подавали в суд его недовольные клиенты. В 1993 году его медицинская лицензия была приостановлена после отчётов нескольких врачей: в одном случае выяснилось, что Аткинс «лечил» пациента озоном с целью убить его раковые клетки, в другом — что пациент получил от манипуляций Аткинса эмболию сосуда головного мозга. Но в результате судебного разбирательства судья постановил, что приостановка лицензии не имела достаточных оснований.
В апреле 2002 года у Аткинса произошла остановка сердца. Он заявил, что это произошло из-за хронической инфекции. Его личный врач, доктор Патрик Фраталлон согласился с этим, но он был удивлён его остановкой сердца, так как у 71 летнего Аткинса с сердечно-сосудистой системой было всё нормально. Доктор Клайд Янси, кардиолог из Университета Техасского Юго-западного медицинского центра в Далласе и член Американской кардиологической ассоциации (англ. American Heart Association), заявил: «Несмотря всю иронию ситуации, отмечу, что есть явное несоответствие между остановкой сердца и подходом к здоровому образу жизни, который популяризует Аткинс».
8 апреля 2003 года в Нью-Йорке, в возрасте 72 лет Аткинс поскользнулся на заледенелом тротуаре напротив входа в свою клинику в Манхэттене, получил тяжелую травму головы и впал в кому. Он провел девять дней в отделении интенсивной терапии и скончался, не приходя в сознание, 17 апреля 2003 года в 11:01 утра. Его вес на момент смерти составил 117 кг.
После смерти Аткинса в The Wall Street Journal вышла статья с анализом причин его смерти, авторы которой, изучив медицинские документы, пришли к выводу, что у него была сердечная недостаточность на фоне ожирения. Из-за этой публикации вдова Аткинса публично заявила, что её покойный муж не был тучным, подняла скандал в СМИ и пообещала подать в суд на авторов статьи. Объективно, по официальным критериям CDC, Р. Аткинс на момент смерти страдал ожирением, однако вдова заявила, что он уже в больнице после травмы набрал 60 фунтов (около 27 кг массы тела за 9 дней). При этом за два года до смерти сам Аткинс в интервью CNN в шоу Ларри Кинга сообщил, что у него есть серьёзное заболеваниа сердца — кардиомиопатия, причиной которой он сам считал какое-то инфекционное заболевание.

## Семья
- Отец — Евгений Аткинс (англ. Eugene Atkins), кондитер и торговец, эмигрировавший из России и обосновавшийся в США в городе Колумбусе штата Огайо[8].
- Мать — Норма Аткинс (англ. Norma Atkins), домохозяйка[3]. Будучи из хорошей семьи, она дистанцировалась от известности Роберта[9]. Норма пережила сына, в 2003 году ей было 93 года[1], она жила в Палм-Бич, штат Флорида, США, и не практиковала его диету (на что он жаловался в 2001 году)[2].
- Жена — Вероника Аткинс (англ. Veronica Atkins)[7].
- Прапрадед по материнской линии — Колман Тукерман (англ. Coleman Tuckerman), иммигрировавший в США. В честь него Роберт получил второе имя[10].

## Диета Аткинса
В 1963 году Аткинс весил 116 кг из за употребления нездоровой пищи. Он прочитал статью Гордона Азара и Уолтера Лайонса Блума «Новая концепция в лечении ожирения» в Журнале Американской Медицинской Ассоциации (англ. Journal of the American Medical Association), и на основе этой статьи и своих собственных исследовании составил программу диеты для борьбы с лишним весом. (Сам Аткинс смог похудеть на 28 кг.) Позже он популяризовал этот метод в серии книг, начало которой положила «Диетическая революция доктора Аткинса», вышедшая в 1972 году. Во второй своей книге «Новая диетическая революция доктора Аткинса» он немного изменил и дополнил некоторые нюансы диеты, но исходная концепция осталась неизменной.
Суть диеты Аткинса состоит в том, что человек употребляет меньше углеводов и больше белков. Р. Аткинс утверждал, что «углеводы — плохие парни», они заставляют тело производить гормон инсулин, злоупотребление которого вызывает инсулиновый шок (гиперинсулинизм), который усваивает глюкозу крови и таким образом заставляет людей чувствовать себя голодным.
Диету Аткинса регулярно критикуют эксперты. Они утверждают, что его диета не относится к сбалансированным и что избыток белков и жиров в рационе может ухудшить состояние сердечно-сосудистой системы и вызвать проблемы с пищеварением.

## Библиогрфия
- Dr. Atkins Diet Revolution. (1972) Bantam. = Диетическая революция доктора Аткинса.
- Dr. Atkins Diet Cookbook. (1974) Bantam. = Диетическая поваренная книга доктора Аткинса.
- Dr. Atkins SuperEnergy Diet. (1978) Bantam. = Супер энергетическая диета доктора Аткинса.
- Dr. Atkins SuperEnergy Diet Cookbook. (1978) Signet. = Поваренная книга супер энергетической диеты доктора Аткинса.
- Dr. Atkins Nutrition Breakthrough. (1981) Bantam. = Питание доктора Аткинса «Прорыв».
- Dr. Atkins Health Revolution. (1988) Houghton Mifflin. = Революция в здоровье доктора Аткинса.
- Dr. Atkins New Diet Revolution. (1992) M. Evans and Company. (2002) M. Evans and Company. (2002) New York: Avon Books. = Новая диетическая революция доктора Аткинса.
- Dr. Atkins New Diet Cookbook. (вместе с Гар Фран) (1994) M. Evans and Company, (2003) Vermilion. = Поваренная книга новой диеты доктора Аткинса.
- Dr. Atkins New Carbohydrate Gram Counter. (1996) New York: M. Evans and Company. = Новый счётчик углеводов в граммах доктора Аткинса.
- Dr. Atkins Quick & Easy New Diet Cookbook. (1997) Simon and Schuster. = Быстро и легко по новой кулинарной книге доктора Аткинса
- Dr. Atkins Vita-Nutrient Solution: Nature’s Answers to Drugs (1997) Simon and Schuster. = Биодобавки доктора Аткинса: Природная альтернатива лекарствам при лечении и профилактике болезней.
- Dr. Atkins Age-Defying Diet (2001, 2002) St. Martin’s Press. = Доктор Аткинс — Диета против возраста
- Atkins for Life: The Next Level (2003) New York: St. Martin’s Press. = Аткинс для жизни: Следующий уровень
- Dr. Atkins Diet Planner (2003) M. Evans and Company. (2003) Vermilion. = «Планировщик» диеты доктора Аткинса.
- The Essential Atkins for Life Kit: The Next Level (2003) Pan Macmillan. = Комплекс основ Аткинса для жизни: Новый уровень.